# Гравиц, Эрнст-Роберт
Эрнст-Роберт Гравиц (8 июня 1899, Шарлоттенбург — 24 апреля 1945, Бабельсберг) — немецкий врач, обергруппенфюрер СС и генерал войск СС (20 апреля 1944), начальник медицинской службы СС, профессор.

## Биография
Родился 8 июня 1899 года в Шарлоттенбурге. Внук известного немецкого врача Пауля Гравица. В 1917 году вступил добровольцем в немецкую армию, попал в плен к британским войскам, в звании лейтенанта.
После своего освобождения в 1919 году поступил в Берлинский университет имени Гумбольдта на медицинский факультет. В 1929 году защитил диплом и начал работать ассистентом хирурга в одной из больниц Берлина.
1 июля 1933 вступил в СС в чине штурмбаннфюрера. В 1935 году Гиммлер назначил Гравица начальником медицинской службы СС и полиции. Под его непосредственным руководством и с его санкции проводились эксперименты над узниками концентрационных лагерей. Кроме того, курировал исследовательскую работу в различных институтах СС. Руководил Главным управлением немецкого Красного Креста.
В конце Второй мировой войны работал в бункере Гитлера. Узнав о приближении Красной Армии, ходатайствовал о переводе в другое место, но ему было отказано. После этого — 24 апреля 1945 года покончил с собой на 46-м году жизни вместе со своими детьми и женой, взорвав всех двумя принесёнными с собой гранатами в своем доме. Это событие было отражено в фильме «Бункер».
Во время Нюрнбергского процесса над врачами деятельность Гравица была оценена как преступная.

## Награды
- Железный крест, 2-го класса (1914)
- Почётный крест ветерана войны
- Шеврон старого бойца
- Крест военных заслуг 1-й степени с мечами
- Крест военных заслуг 2-й степени с мечами
- Пряжка к Железному кресту 2-го класса
- Кольцо «Мёртвая голова»
- Почетная шпага рейхсфюрера СС

## Образ в кинематографе
- Фильм «Бункер»[9].